# Steniodes acuminalis
Steniodes acuminalis är en fjärilsart som beskrevs av Dyar 1914. Steniodes acuminalis ingår i släktet Steniodes och familjen Crambidae. Inga underarter finns listade i Catalogue of Life.